# Cuculiformes
I Cuculiformi (Cuculiformes Wagler, 1830) sono un ordine della classe degli uccelli. L'ordine è composto della sola famiglia Cuculidae.

## Descrizione

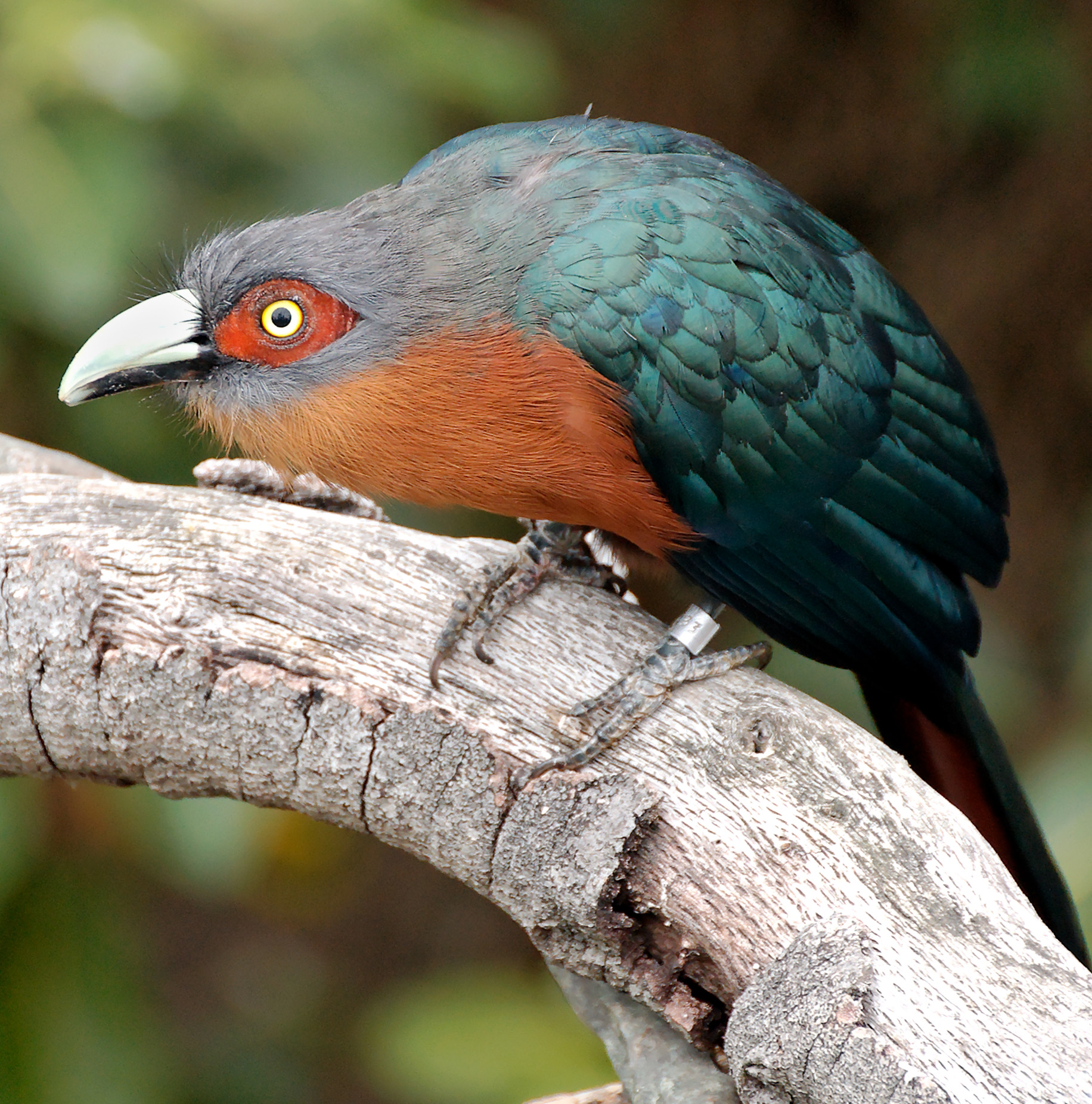
Malcoa pettocastano (Phaenicophaeus curvirostris)

I Cuculiformi sono uccelli di taglia media, di dimensione compresa tra i 35 e i 65 cm, 
anatomicamente parenti prossimi dei Psittaciformi. Come loro sono zigodattili, hanno cioè un paio di dita rivolto in avanti e un paio rivolto indietro, ma hanno piedi meno prensili e una muscolatura differente. Per quanto riguarda il becco, quello dei cuculi non ha la mandibola superiore mobile, né curva, e sulle narici non c'è presenza di cera. La lunga coda invece ha meno piume di quella dei Psittaciformi.

## Sistematica
Le famiglie che componevano l'ordine erano tradizionalmente 3:
- Cuculidae (cuculi, koel, coua, ani, cucal, corridori della strada)
- Musophagidae (turachi e simili)
- Opisthocomidae (hoatzin)

Secondo recenti studi filogenetici, la classificazione di questo ordine comprende la sola famiglia dei Cuculidi, mentre le altre due famiglie sono state elevate a rango d'ordine (rispettivamente, Musophagiformes e Opisthocomiformes). All'interno dei Cuculidae infine, le sottofamiglie dei Centropodinae e dei Crotophaginae vengono a volte considerate come famiglie separate (Centropodidae e Crotophagidae).